# Batalla de Trifanum
La batalla de Trifanum es va lliurar l'any 339 aC entre la República Romana i la Lliga llatina. La força romana estava encapçalada per Tit Manli Imperiós Torquat que va aconseguir la victòria.

## Antecedents
Els romans ja havien vençut als pobles llatins en un primer enfrontament conegut com a batalla del Vesuvi. Els llatins que en van poder fugir es van refugiar primer a la ciutat de Minturno i després a Vèscia. El cap dels llatins, el magistrat Luci Numisi va intentar enfortir la moral dels seus homes, argumentant que de fet els romans no havien guanyat l'anterior batalla. Segons Titus Livi, va fer un discurs on deia que els romans només havien vençut de nom i que en realitat havien estat derrotats. Les tendes dels dos cònsols romans estaven de dol, l'una, la de Tit Manli, per la mort del seu fill. L'altra, per la mort del mateix cònsol, Publi Deci Mus, i l'exèrcit romà estava desfet. Després Luci Numisi va reclutar noves tropes entre els llatins i els volscs.

## Batalla
La batalla va tenir lloc a Trifanum, entre Sinuessa i Minturno, segons diu Titus Livi. La força romana la dirigia Tit Manli Imperiós Torquat, el cònsol supervivent. Els dos exèrcits, així que es van divisar i sense escollir un lloc per muntar un campament, van amuntegar els bagatges i es van enfrontar. La Lliga llatina va ser massacrada, i l'exèrcit romà es va dirigir a devastar el territori fins al punt que els diferents pobles del Latium es van haver de rendir sense oposar gairebé resistència. Com a conseqüència, el territori dels llatins i el dels privernats i fins al riu Volturno va ser repartit entre els plebeus romans que hi van instal·lar colònies.